# Jyrki Kovaleff
Jyrki Kovaleff (Tampere, 2 de janeiro de 1954 — Helsínquia, 3 de novembro de 2009) foi um ator de comédia e dublador finlandês.
Morreu de câncer de próstata, aos 55 anos de idade.